# Brachypodosaurus
Brachypodosaurus („ještěr s krátkýma nohama“) je rod dávno vyhynulého, pravděpodobně tyreoforního dinosaura, který žil v období nejpozdnější křídy (geologický věk maastricht, asi před 70 až 66 miliony let) na území současné Indie (Madhjapradéš, lokalita Chota Simla).

## Objev a zařazení
Fosilie tohoto dinosaura představuje jediná kost (možná kost pažní, humerus), s katalogovým označením IM V9. Na jejím základě popsal roku 1934 typový druh B. gravis indický paleontolog Dhirendra Kishore Chakravarti, který kost považoval za pozůstatek jakéhosi stegosaura. Fosilie byla objevena v sedimentech geologického souvrství Lameta na území Džabalpuru. Fosilní kost je však příliš nedostatečným diagnostickým materiálem, aby bylo možné zjistit o tomto dinosaurovi více. Taxon B. gravis je proto v současnosti považován za pochybné vědecké jméno (nomen dubium). Podle některých vědců dokonce na území Indie na konci křídy již žádní ptakopánví dinosauři nežili a nemohlo se tedy jednat o zástupce kladu Thyreophora.

## Zajímavost
Fosilie tohoto a dalších dinosaurů ze stejného souvrství mohly být již před staletími nevědomky uctívány hinduisty v místních chrámech (například jako božstvo zvané Šarabha).